# Margasari (Karawaci)
Margasari is een bestuurslaag in het regentschap Tangerang van de provincie Banten, Indonesië. Margasari telt 15.634 inwoners (volkstelling 2010).